# ハロルド・ピートゥ

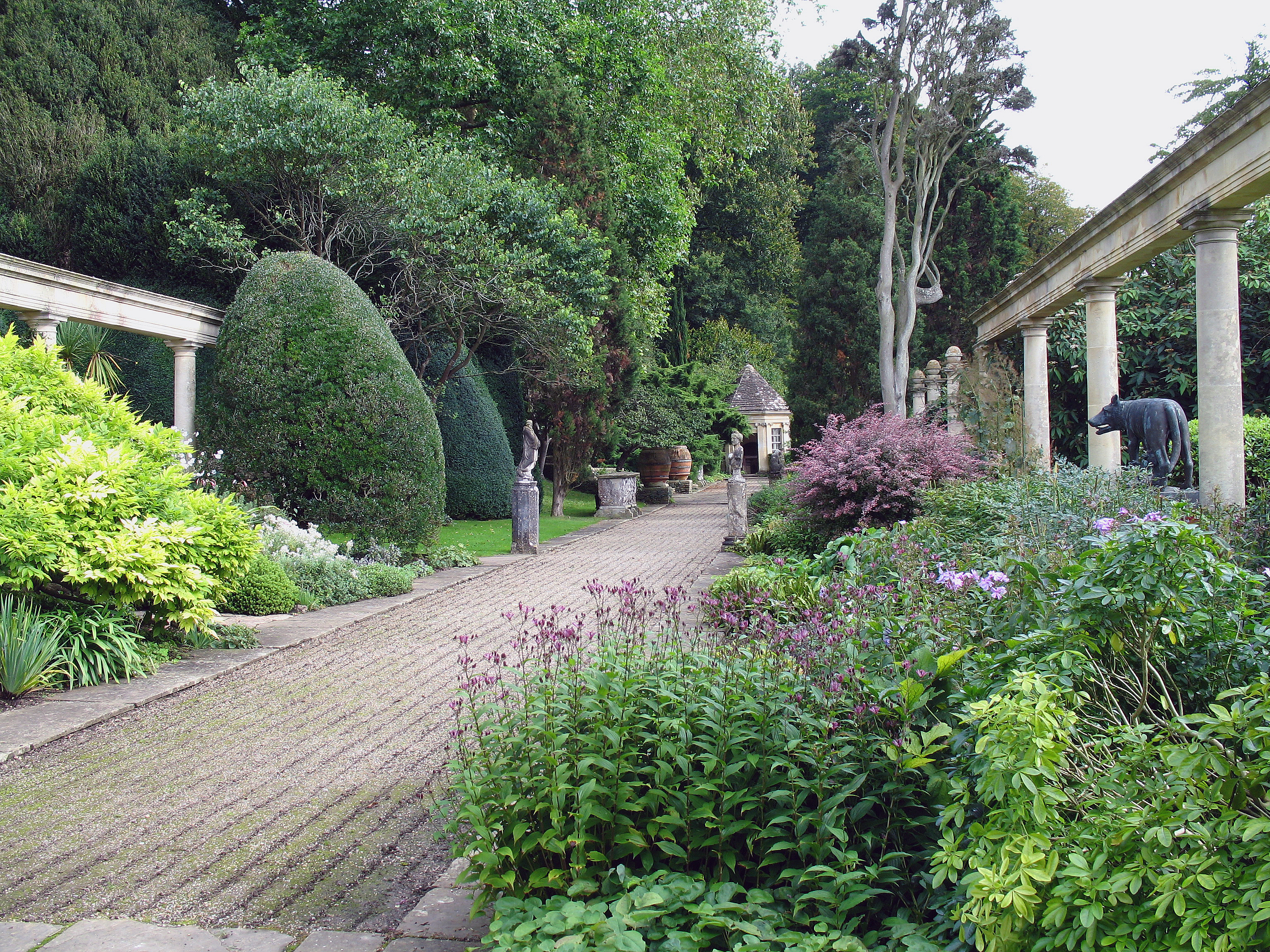
イフォード・マナー（Iford Manor）のピートゥガーデン

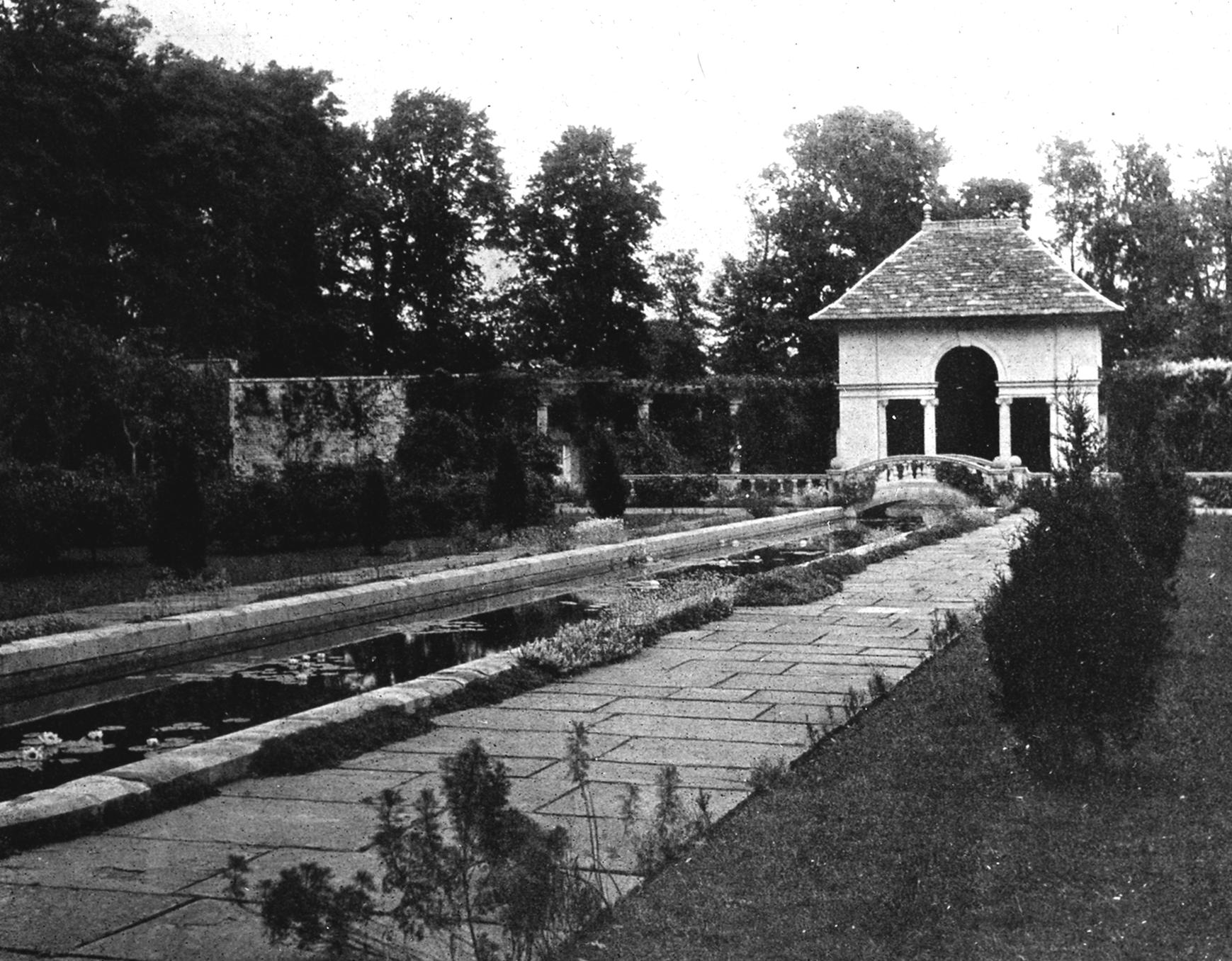
Hartham Park 、1903年の新しいウォーターガーデン

ハロルド・エインズワース・ペートゥ （Harold Ainsworth Peto、1854年7月11日– 1933年4月16日）は、イギリスとフランスのプロヴァンスなどで活躍した、ランドスケープアーキテクトとガーデンデザイナー。RIBA会員。彼の手掛けた最も有名な庭園には、ウィルトシャーのアイフォート・マナー（Iford Manor）があり、ほかにはオックスフォードシャーのバスコットパーク、サセックスのウエストディーンハウス 、アイルランドのコーク県のIlnacullin など。 

## バイオグラフィー
ハロルド・エインズワース・ペートゥは1854年7月11日ロンドン生まれ。 彼は、サフォーク州ローストフトのサマリートン・ホールのサマー ・モートン・ペートゥと 、父の2番目の妻であったサラ・エインズワース（ニー・ケルサル）の息子であった。ハロルドには4人の兄姉と10人の弟妹がいて、少年時代を過ごしたサマリントン（Somerleyton）ホールは、1840年代に再建されていたネオ・ルネサンス様式で、ウィリアム・アンドリュー・ネスフィールドが設計した大きな冬の庭や花壇を持っていた。 
1855年、ハロルドの父親は男爵に。しかし1860年代に父の事業は問題に遭遇したので、1863年に彼はサマリントンホールを売却し、1866年に破産した。  手短にハロルドはハーロー校 （1869年 - 1871年）に進学させられたが17歳で学校を去り、高等教育は修めなかった。 

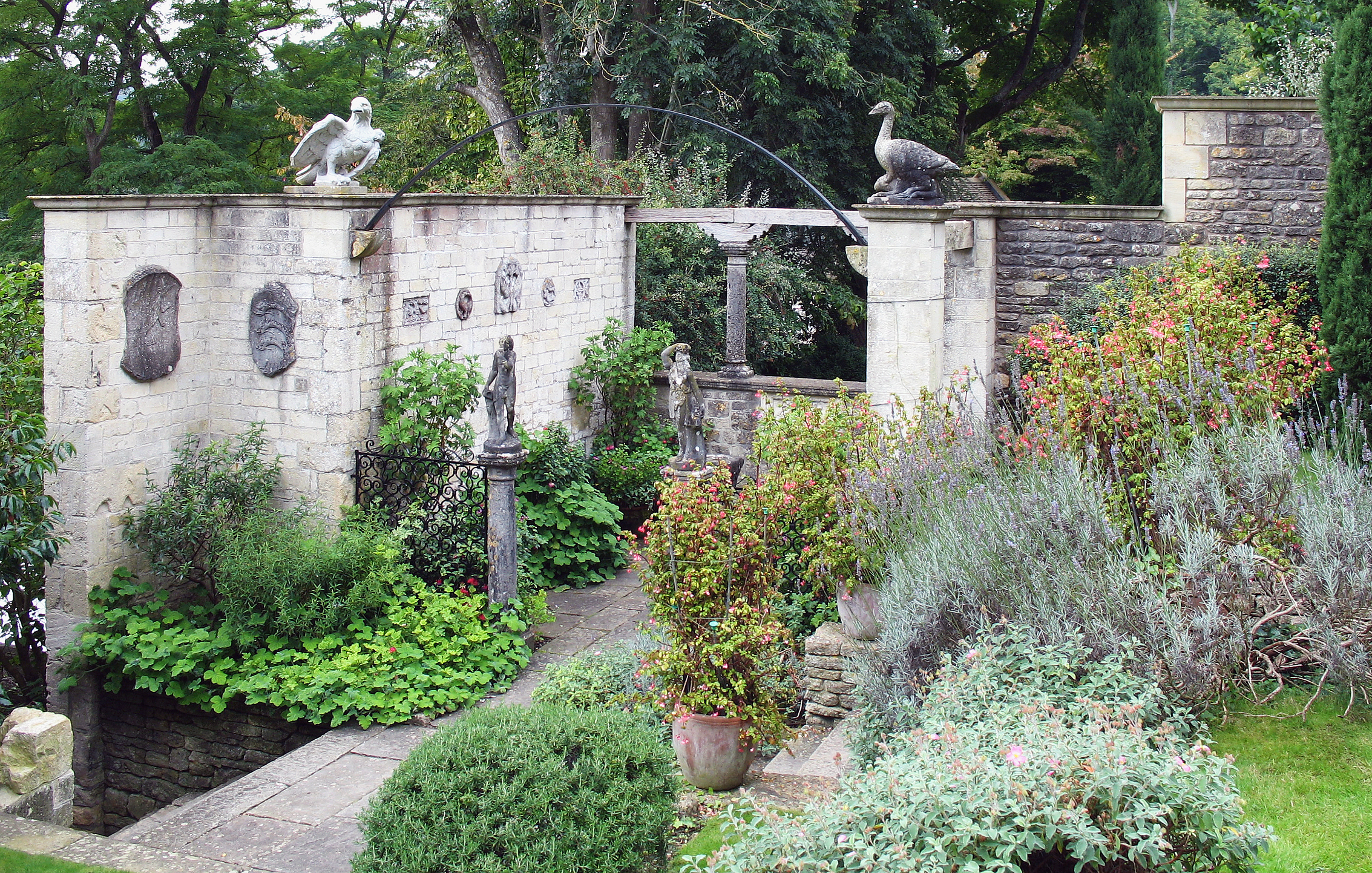
アイフォードマナーガーデンの特徴

学校を去ると、彼は1年近く建具職人に弟子となり、それからローストフトの建築家J.クレメンツの下に入りました。1年後、彼はロンドンの建築事務所、KarslakeアンドMortimersに加わりました。 
1876年には建築家 アーネスト・ジョージと提携、その提携は16年間続きます。 彼とジョージはケンジントンとチェルシーの家、そしてカントリーハウスを設計。 1883年には英国王立建築家協会 （RIBA）のフェローに。しかし体調不良のため彼はロンドンを去ることを余儀なくされた。 その年の間、彼はイタリア、アメリカ、スペイン　およびギリシャを旅し、また広範な旅行を記録した日記を続けました。 
1892年にはアーネスト・ジョージとのパートナーシップを終了し、 ケント （1892年 - 1895年）とその後ソールズベリー （1896年 - 1899年）近くのランドフォードロッジに拠点を置いた。 このときもまた長年の旅でその間エジプト、イタリア、ドイツ、フランスへ。そして1898年に彼は日本を含む世界一周旅行をしました。 
1899年、ウィルトシャーのイフォード・マナー（Iford Manor）を購入し、その年、友人のHenry Avray Tippingと一緒に訪れた。 ハロルドはイフォードを自身の永久的な基盤にした。 彼は庭を再設計して拡大、新しいアイデアを試し、そして世界中を旅している間に集めたアーティファクトを取り入れました。この庭園は、彼の建築と庭園のデザインに対するアーツ・アンド・クラフツ運動のアプローチを特に示しています。 

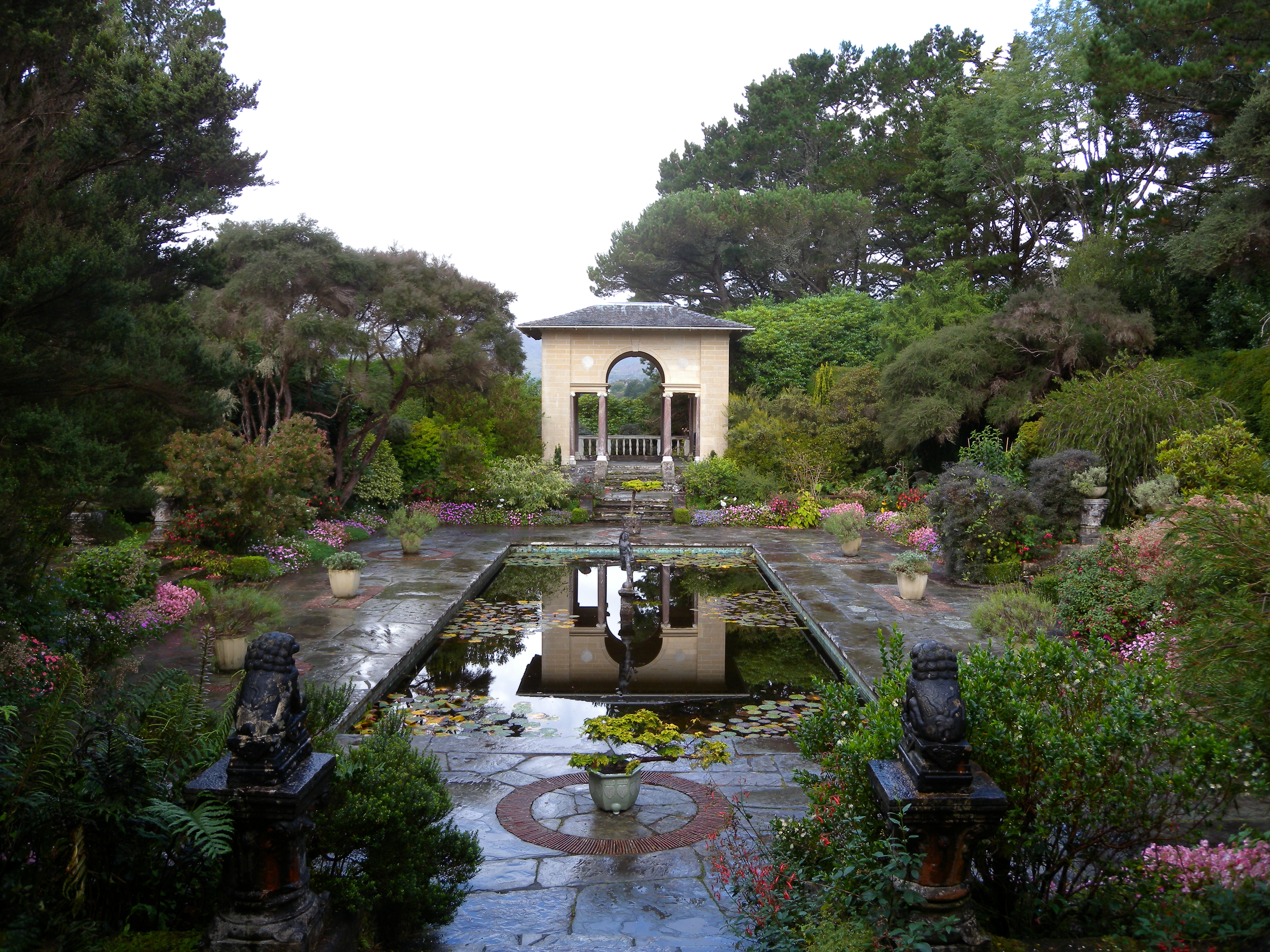
イルナクリンのイタリアンガーデン

自分の主要コミッションの大部分は1900年から1914年の間に執行されている。彼のプロジェクトには、エセックス州イーストンロッジでの仕事からサセックスのウエストディーンハウス、ドーセットのクリシェルハウス、リンカンシャーのPetwood、オックスフォードのハイウォール、オックスフォードシャーのバスコットパーク 、 ウィルトシャーのハートハムパーク 、サリーのブリッジハウス、ヒールハウス（ウィルトシャー）、サマセットのWayford Manor House、 Burton Pynsent House、Ilnacullin 、アイルランドのCounty Corkが含まれています。 彼はまた、フランス地中海沿岸部 - カンヌのイソラベラ、そしてキャップフェラのヴィラシルビア、メリーランドとローズマリーなどで一連の庭園をデザインしました。 
庭園・建築の好例は、サセックスのWest Dean Houseにあります。現在、 West Dean Collegeには300-フート (91 m) で、パーゴラは庭園のハイライトです。 ピートゥとアーネスト・ジョージ（Ernest George）は、ウィリアム・ジェームズ（William James、詩人エドワード・ジェームズの父、 シュルレアリスム芸術運動の後援者）のためにWest Dean Houseの拡張も指示。彼らはオークルーム、古いダイニングルーム、そして階段を作成。それらはすべてウェストディーンカレッジ内で見ることができます。 
またインテリアデザインにも興味をもち、1907年には大西洋横断ライナーモーリタニアに乗って一流の宿泊施設のデザイン依頼をされている。  